# 巴尔特鲁姆岛
巴尔特鲁姆岛（德語：Baltrum，發音：[ˈbaltʁʊm] ⓘ）是德国东弗里西亚群岛的岛屿，面积6.5平方千米，长约5千米，宽约1.4千米，人口496。该岛由德国下萨克森州奥里希县的同名市镇管辖。